# Klit
Klit (Arctium), ook wel klis, is een geslacht van planten uit de composietenfamilie. Het geslacht komt in het wild voor in Europa en Azië.

## Soorten
- Arctium lappa - Grote klit
- Arctium minus - Gewone klit of Kleine klit
- Arctium tomentosum - Donzige klit
- Arctium nemorosum - Bosklit
- voorheen werd ook Arctium pubens (gewone klit of middelste klit) als soort onderscheiden, maar deze naam wordt nu als een synoniem van Arctium minus beschouwd.

## Ecologie
De soorten komen voor in bermen, ruigten en op open plekken in bossen. De vruchten worden verspreid doordat de hoofdjes door de stekels van de omwindsels aan de vacht van dieren blijven hangen. Ook blijven ze aan kleding hangen, vandaar wellicht de Engelse bijnaam beggar's button (bedelaarsknoop).

## Gebruik

### Groente
De penwortel van jonge planten kan gegeten worden als pastinaak. In Europa wordt de plant bijna niet meer gegeten, in het Verenigd Koninkrijk is er nog wel een populaire frisdrank te koop in de supermarkt die gemaakt wordt van paardenbloem en klit (dandelion & burdock). In Azië is het een populaire groente. De wortels worden in Nederland verkocht in Chinese supermarkten onder de Engelse naam "burdock". De wortels worden in het eerste groei-jaar in de herfst geoogst, dan heeft de plant nog geen bloeistengels/bloemen ontwikkeld (slechts de grote leerachtige bladen en de wortel). De wortels zijn vorstbestendig. Ze kunnen in de winter in de grond gelaten worden en vlak voor gebruik geoogst worden. De jonge planten uit het eerste jaar kunnen het makkelijkst gevonden worden door te zoeken in de buurt van de duidelijk herkenbare uitgebloeide klittebollen. De rode bladstelen zien er een beetje uit als rabarber, en de bladeren zijn leerachtig met een licht behaarde, witte onderkant.
Jonge bloeistengels kunnen in het late voorjaar voordat de bloemen verschijnen ook gegeten worden. De smaak lijkt wat op die van artisjok.

### Medicinaal gebruik
Voor medicinaal gebruik wordt de wortel in de herfst van het eerste groeijaar of in het daaropvolgend voorjaar geoogst en gedroogd.

De klit is volgens de volksgeneeskunde vochtafdrijvend en bloedreinigend. Zou ook tegen gewrichtreuma, zweren, maagklachten, haaruitval en roos werkzaam zijn.

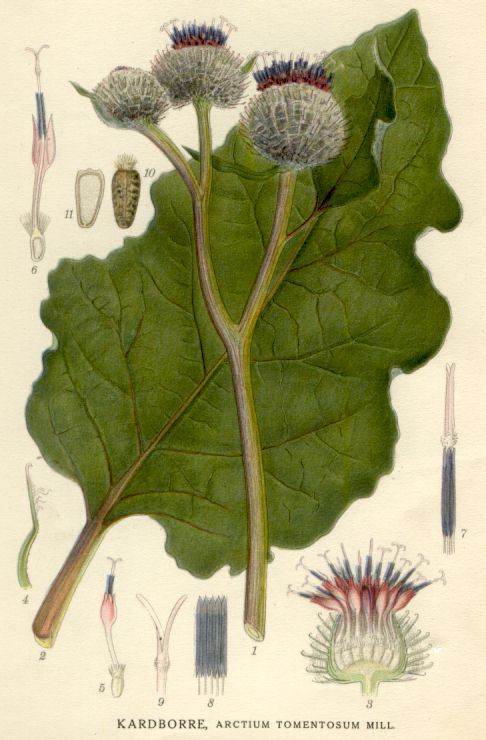
Donzige klit